# Distribuzione desmodromica

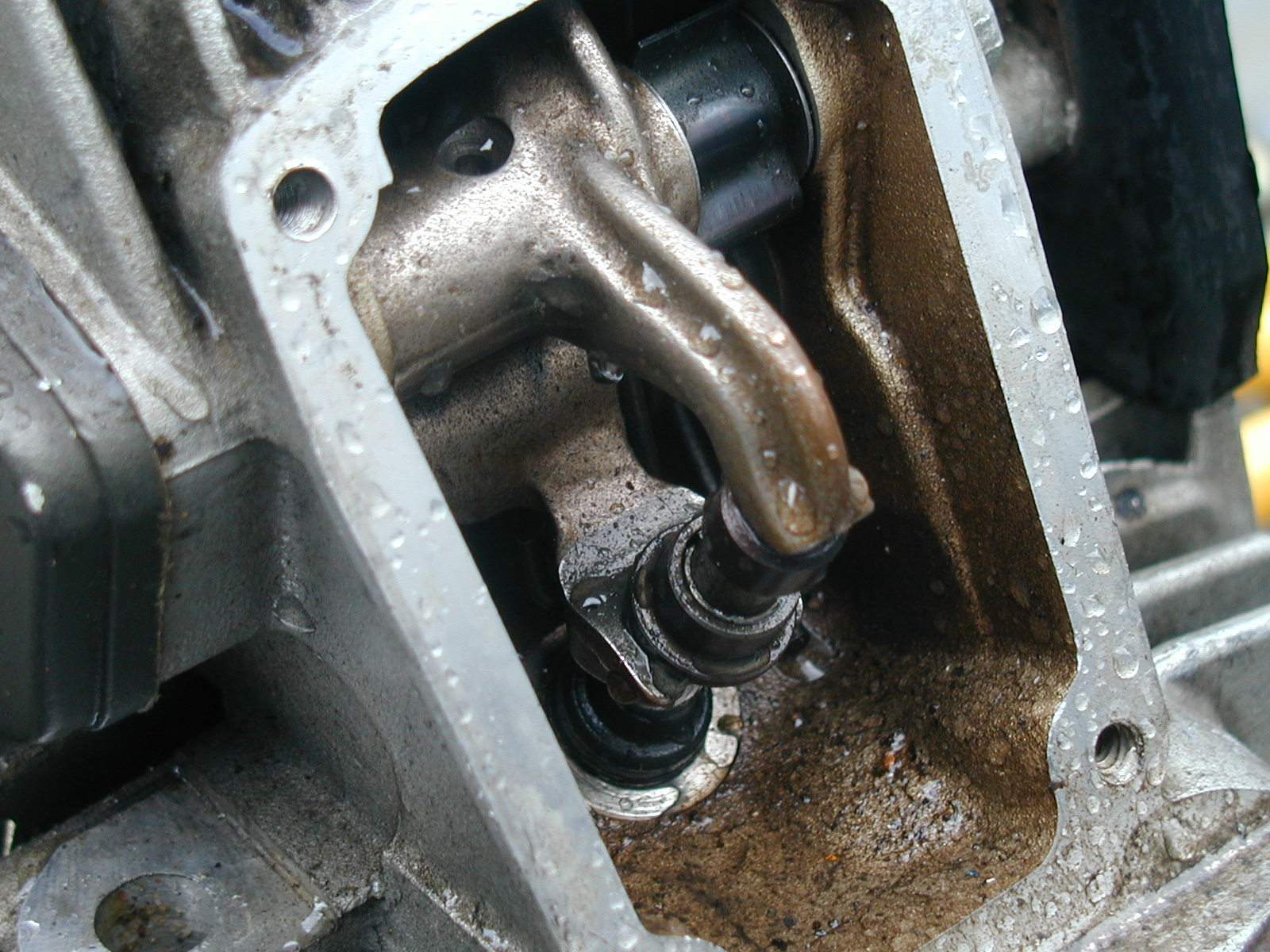
Particolare della distribuzione desmodromica

In meccanica, la distribuzione desmodromica è un tipo di distribuzione che può essere SOHC o DOHC, ma che ha come caratteristica il controllo sia della corsa d'apertura (come di norma) che di quella di chiusura delle valvole d'immissione della miscela aria/carburante ed espulsione dei gas combusti dai cilindri. Nella distribuzione tradizionale la chiusura delle valvole avviene tramite semplici molle o dispositivi pneumatici, che però, ad altissime frequenze di apertura/chiusura, possono risultare troppo lenti. I motori a combustione interna a 4 tempi che utilizzano questo sistema vengono comunemente definiti "desmo".

## Storia
Del sistema successivamente denominato “desmodromico” si parla inizialmente in due libri dedicati ai cinematismi di H. Brown del 1868 e di F. Releau del 1875 e questo sistema venne dapprima applicato a macchinari dell'industria tessile e, sempre verso la fine del XIX secolo, anche su macchine da cucire..
Il sistema fu ripreso dall'inventore parigino Claude Bonjour che ne depositò il brevetto a Ginevra (CH6911A) il 1º aprile 1893, chiamandolo fin dal principio desmodromique, allo scopo di descriverne brevemente il funzionamento. Ripreso e migliorato nel 1896 dal tedesco Gustav Mees e nel 1899 dallo stesso Bonjour, nel primo ventennio del XX secolo il sistema venne applicato su diversi motori da importanti case automobilistiche e motociclistiche. La prima applicazione in tal senso è dell'inglese Arnott-JAP del 1910, ma il primo brevetto motociclistico è della Norton nel 1922. Altre case che applicarono questo sistema furono Ariès, Delage, FIAT, Peugeot, Isotta Fraschini e altre. Si trattava sempre di modelli sportivi o particolarmente lussuosi per i quali aveva scarso rilievo il maggior costo di produzione e i frequenti oneri di manutenzione imposti dal "desmo".
Nel dopoguerra le vetture da competizione Mercedes-Benz "W196" e "300 SLR" con comando valvole desmodromico fecero incetta di vittorie, conquistando il Campionato mondiale di Formula 1 del 1954 e del 1955, oltre alla Mille Miglia del 1955, prima del ritiro dalle corse motivato dal grave incidente alla Le Mans.
In campo motociclistico il sistema desmo è stato lungamente studiato e perfezionato dall'ingegnere della Ducati Fabio Taglioni, fino a farlo divenire il principale simbolo tecnico della casa di Borgo Panigale. Probabilmente incoraggiato dai successi sportivi delle Mercedes-Benz e delle OSCA con distribuzione "desmo", nel 1954 Taglioni, allora alla Mondial Moto, decise di progettare un motore motociclistico dotato di questo sistema per competere nella classe 125 del Motomondiale. A causa delle forze d'inerzia troppo elevate, il motore non ebbe successo, ma nel 1956 lo stesso Taglioni, passato alla Ducati, cambiò impostazione e progettò quello che rimane l'icona tecnica della casa. Il sistema infatti, con poche modifiche, ha equipaggiato da allora in poi gran parte della produzione motociclistica di serie e successivamente anche di quella sportiva, sia nelle Superbike (a partire dagli anni ottanta del XX secolo), sia nelle Motogp.
Tra le case italiane, si segnalano alcuni tentativi rimasti allo stato prototipale, tra cui quello della MV Agusta del 1958 e quello di Lino Tonti del 1961.
Anche la Honda ha provato il sistema desmodromico, su una 125 da corsa nel 1958 e su una 200 da fuoristrada nel 1985, mentre nel 2001 la BMW lo ha sperimentato nei suoi motori boxer per partecipare al campionato Superbike, fermandosi però anch'essa allo stato di prototipo.

## Etimologia
L'aggettivo "desmodromico" deriva dalla fusione delle parole greche "desmos"=vincolo e "dromos"=corsa. Già dal lemma, quindi, è intuibile trattarsi di un sistema di distribuzione dove la corsa della valvola è controllata sia durante la fase di apertura che in quella di chiusura.

## Funzionamento

Distribuzione desmodromica DOHC

Nella distribuzione desmodromica la molla che fa rientrare la valvola chiudendo l'apertura del cilindro viene tolta e viene usato un complesso meccanismo con due braccetti (bilancieri), collegati all'albero a camme, che presenta oltre alla solita camma a forma di ovulo la camma complementare, comandando la valvola sia in apertura che in chiusura.
Il sistema attuale utilizza anche una molla che agisce sul bilanciere che chiude la valvola, in modo da garantire la perfetta chiusura della valvola a fungo.

## Vantaggi
I vantaggi che questo sistema offre sono molti:
- Regimi di rotazione più elevati, rispetto ai motori con molle o con il più complesso e molto costoso sistema a "valvole pneumatiche", (tecnologia di derivazione Formula 1, portata in MotoGP, anche se inizialmente con scarsi risultati, da Aprilia con la RS Cube prima e Ilmor Engineering con la 4 cilindri 800 del motorista svizzero Mario Illien, con passato in F1, poi di successo con Honda e Yamaha).
Questo perché il richiamo della valvola è preciso ed evita che ci sia un urto tra il pistone e la valvola, mentre con gli altri sistemi, si è limitati a rispettare la velocità di richiamo della valvola, dato che ad elevati regimi di rotazione si manifestano fenomeni di sfarfallamento (irregolare chiusura delle valvole, fuorigiri).
- Consumi ridotti: questo vantaggio è modesto, ed è dato dal fatto che per azionare tale sistema si impiega meno energia, che andrebbe altrimenti assorbita dalla continua compressione delle molle.
- Prestazioni superiori e minori attriti: rispetto ad un equivalente motore con richiamo tradizionale delle valvole, si può far funzionare un motore ad un regime superiore, il che se sfruttato a dovere permette d'avere una potenza superiore.

L'assorbimento dato dagli attriti tra gli elementi risulta inoltre essere proporzionale al numero di giri del motore, cosa che permette, a differenza di azionamenti tradizionali, minori perdite ai bassi e medi regimi.
- Manovra valvole più rapida: rispetto ai sistemi tradizionali, si può imprimere un'accelerazione superiore alla valvola, permettendone un'apertura e chiusura più rapida, tale aumentata velocità permette di estendere i tempi di transito dei fluidi, che sono sempre critici ad alti regimi.

Quindi non è casuale l'utilizzo del sistema "desmo" in motori motociclistici, che raggiungono tipicamente regimi superiori rispetto ai motori automobilistici.

## Svantaggi
- Alti costi di progettazione e realizzazione: rispetto al normale sistema di richiamo mediante molle, si ha un costo maggiore nella progettazione e realizzazione di alberi a camme e valvole.
- Chiusura imperfetta: rispetto al normale sistema di richiamo mediante molle, si ha un'imperfetta chiusura della valvola, data sia dalle dilatazioni termiche che dai giochi di produzione. Per risolvere/limitare il problema si utilizza una molla, che solleva il bilanciere inferiore e migliora la chiusura della valvola, tuttavia riducendo i vantaggi del sistema desmodromico.

## Uso attuale
È poco diffuso (produzioni di serie vengono fatte solo dall'italiana Ducati) in quanto si preferisce l'utilizzo del meccanismo con ritorno coadiuvato da una molla per maggiori facilità di progettazione e che garantisce la corretta chiusura della valvola senza dover rispettare tolleranze di lavorazione eccessivamente restrittive.
Attualmente Ducati usa la distribuzione desmodromica in tutta la sua produzione motoristica, oltre che nei motori da competizione, in Superbike dal 1988 ha conquistato ben 17 titoli mondiali costruttori e con eccellenti risultati anche in MotoGP, dove la Desmosedici (4 cilindri a V di 90º, 16 valvole con comando desmodromico) ha dimostrato di essere una delle moto più potenti del lotto dei concorrenti, con la vittoria nel campionato del mondo piloti di Casey Stoner nel 2007, di Francesco Bagnaia nel 2022 e nel 2023 e di Jorge Martin nel 2024 e con la conquista del campionato del mondo costruttori nelle stagioni 2020, 2021, 2022, 2023 e 2024.